# فرودگاه بیراو
فرودگاه بیراو (به انگلیسی: Birao Airport) یک فرودگاه همگانی با کد یاتا IRO است که یک باند فرود خاک رس دارد و طول باند آن ۱۸۰۰ متر است. این فرودگاه در کشور جمهوری آفریقای مرکزی قرار دارد و در ارتفاع ۵۱۷ متری از سطح دریا واقع شده‌است.